# Gölsjöarna (Tannåkers socken, Småland, 631848-137870)
Gölsjöarna är en sjö i Ljungby kommun i Småland och ingår i Lagans huvudavrinningsområde.